# ポール・アリオラ
ポール・アリオラ（Paul Arriola 、1995年2月5日 - ）は、アメリカ合衆国・カリフォルニア州チュラビスタ出身のプロサッカー選手。アメリカ合衆国代表。FCダラス所属。ポジションはMF。

## 経歴

### 初期
カリフォルニア州チュラビスタにて、メキシコ系の家庭（曾祖父母がメキシコ出身）に生まれた。
IMGアカデミーを経て、2012年にロサンゼルス・ギャラクシーのアカデミーに入団。

### クラブ
2012年12月、クラブ・ティフアナのトレーニングに招待され、トライアルを受けた。ロサンゼルス・ギャラクシーからプロ契約をオファーされていたが、それを断って2013年7月にティフアナとプロ契約を結んだ。2013年7月19日のFCアトラス戦でプロデビュー。
2017年8月9日、D.C. ユナイテッドに移籍。移籍金としてクラブ記録の300万ドルが支払われたほか、ユース時代を過ごしたロサンゼルス・ギャラクシーには育成補償金が別途支払われた。
2021年2月1日、スウォンジー・シティAFCにシーズン終了までのレンタル契約。
2022年1月26日、FCダラスに移籍。

### 代表
ユース年代からアメリカ合衆国代表に選出されている。年代別の主要大会では、CONCACAF U-17選手権2011、2011 FIFA U-17ワールドカップ、2015 FIFA U-20ワールドカップに参加した。
2016年5月22日、フレンドリーマッチのプエルトリコ代表戦でフル代表デビュー&初ゴール。

#### ゴール
2021年1月31日現在
| No. | 開催日        | 開催地                 | 対戦国               | スコア | 結果 | 試合概要                    |
| --- | ------------- | ---------------------- | -------------------- | ------ | ---- | --------------------------- |
| 1   | 2016年5月22日 | バヤモン               | プエルトリコ         | 3–1    | 3–1  | 親善試合                    |
| 2   | 2016年9月9日  | ジャクソンビル         | トリニダード・トバゴ | 4–0    | 4–0  | 2018 FIFAワールドカップ予選 |
| 3   | 2019年2月2日  | サンノゼ               | コスタリカ           | 2–0    | 2–0  | 親善試合                    |
| 4   | 2019年6月18日 | セントポール           | ガイアナ             | 1–0    | 4–0  | 2019 CONCACAFゴールドカップ |
| 5   | 2019年6月22日 | クリーブランド         | トリニダード・トバゴ | 5–0    | 6–0  | 2019 CONCACAFゴールドカップ |
| 6   | 2020年12月9日 | フォートローダーデール | エルサルバドル       | 1–0    | 6–0  |                             |
| 7   | 2021年1月31日 | オーランド             | トリニダード・トバゴ | 3–0    | 7–0  |                             |
| 8   | 2021年1月31日 | オーランド             | トリニダード・トバゴ | 4–0    | 7–0  |                             |

## タイトル
アメリカ合衆国代表
- CONCACAFゴールドカップ: 2017, 2021